# Derrick-Philippe Gosselin
Pour les articles homonymes, voir Gosselin.
 (août 2024).
La mise en forme du texte ne suit pas les recommandations de Wikipédia : il faut le « wikifier ».
Les points d'amélioration suivants sont les cas les plus fréquents. Le détail des points à revoir est peut-être précisé sur la page de discussion.
- Les titres sont pré-formatés par le logiciel. Ils ne sont ni en capitales, ni en gras.
- Le texte ne doit pas être écrit en capitales (les noms de famille non plus), ni en gras, ni en italique, ni en « petit »…
- Le gras n'est utilisé que pour surligner le titre de l'article dans l'introduction, une seule fois.
- L'italique est rarement utilisé : mots en langue étrangère, titres d'œuvres, noms de bateaux, etc.
- Les citations ne sont pas en italique mais en corps de texte normal. Elles sont entourées par des guillemets français : « et ».
- Les listes à puces sont à éviter, des paragraphes rédigés étant largement préférés. Les tableaux sont à réserver à la présentation de données structurées (résultats, etc.).
- Les appels de note de bas de page (petits chiffres en exposant, introduits par l'outil «  Source ») sont à placer entre la fin de phrase et le point final[comme ça].
- Les liens internes (vers d'autres articles de Wikipédia) sont à choisir avec parcimonie. Créez des liens vers des articles approfondissant le sujet. Les termes génériques sans rapport avec le sujet sont à éviter, ainsi que les répétitions de liens vers un même terme.
- Les liens externes sont à placer uniquement dans une section « Liens externes », à la fin de l'article. Ces liens sont à choisir avec parcimonie suivant les règles définies. Si un lien sert de source à l'article, son insertion dans le texte est à faire par les notes de bas de page.
- La présentation des références doit suivre les conventions bibliographiques. Il est recommandé d'utiliser les modèles {{Ouvrage}}, {{Chapitre}}, {{Article}}, {{Lien web}} et/ou {{Bibliographie}}. Le mode d'édition visuel peut mettre en forme automatiquement les références.
- Insérer une infobox (cadre d'informations à droite) n'est pas obligatoire pour parachever la mise en page.

Pour une aide détaillée, merci de consulter Aide:Wikification.
Si vous pensez que ces points ont été résolus, vous pouvez retirer ce bandeau et améliorer la mise en forme d'un autre article.
Le baron Derrick-Philippe Boduin, Gosselin, né le 12 septembre 1956. est un administrateur et universitaire belge. Il est le président du Centre d'étude d'énergie nucléaire SCK CEN, le vice-président de l'Institut royal supérieur de défense IRSD et professeur extraordinaire émérite à l'université de Gand.

## Biographie
Gosselin est président du Centre d'Étude de l'énergie Nucléaire à Mol (SCK CEN), vice-président de l'Institut royal supérieur de défense (IRSD) et vice-président honoraire et administrateur de l'Institut von Karman.
Il est affilié à l'université d'Oxford comme Associate Fellow en recherche prospective (strategic foresight) au Green Templeton College et était associate fellow à l'Oxford Martin School de 2006 à 2022. Il est professeur émérite à la Faculté d'économie et de gestion d'entreprise de l'université de Gand, où il a été professeur extraordinaire de stratégie de 2001 à 2021.
Gosselin est l'auteur de plusieurs livres, dont Thinking Futures: Strategy at the Edge of Complexity and Uncertainty, publié en 2016. II est le président fondateur de l'Institut du Futur à l'université de Gand, destiné à anticiper des changements majeurs à long terme.
Le professeur Gosselin est ingénieur civil et docteur en économie, diplômé de l'université de Gand. Il a étudié la gestion d'entreprise à l'université d'Oxford et à l'INSEAD et est un administrateur certifié (certified director) de l'Institut des administrateurs GUBERNA. Il est également auditeur des Hautes études de sécurité et défense de l'IRSD, auditeur du Collège européen de sécurité et de défense (CESD) (European Security and Defence College ESDC) et de l'IHEDN (session internationale 2023).
Gosselin a commencé sa carrière chez Arthur Andersen. De 1990 à 2002, il occupe diverses fonctions de direction internationale chez Alcatel. En 2002, il devient vice-président exécutif de Suez. De 2009 à 2012, il a été directeur de cabinet du Ministre-président flamand.

## Membre d'associations scientifiques
- Membre de l'Académie royale des sciences et des arts de Belgique (KVAB).
- Membre de l'Académie royale des sciences d'outre-mer[8] (ARSOM).
- Membre de l'Academia Europaea[9].
- Membre de l'Académie de l'air et de l'espace[10] (AAE).
- Fellow Institution of Engineering and Technology (IET).
- Senior Member Institute of Electrical and Electronics Engineers (IEEE).

## Distinctions
- Chevalier de la Légion d'honneur (2009)[11]
- Officier de l'ordre national du Mérite (2021)[11]
- Officier de l'ordre de Léopold II (AR 15 nov 1998)
- Officier de l'ordre de Léopold   (AR 12 mars 2007)
- Commandeur de l'ordre de Léopold (AR 19 nov 2012)
- Grand officier de l'ordre de la Couronne (AR 25 nov 2018)
- Grand officier de l'ordre de Léopold  (AR 22 sept 2024)
- Médaille d'honneur de la Katholieke Universiteit Leuven (KU Leuven) (2025)